# Южная Бессарабия

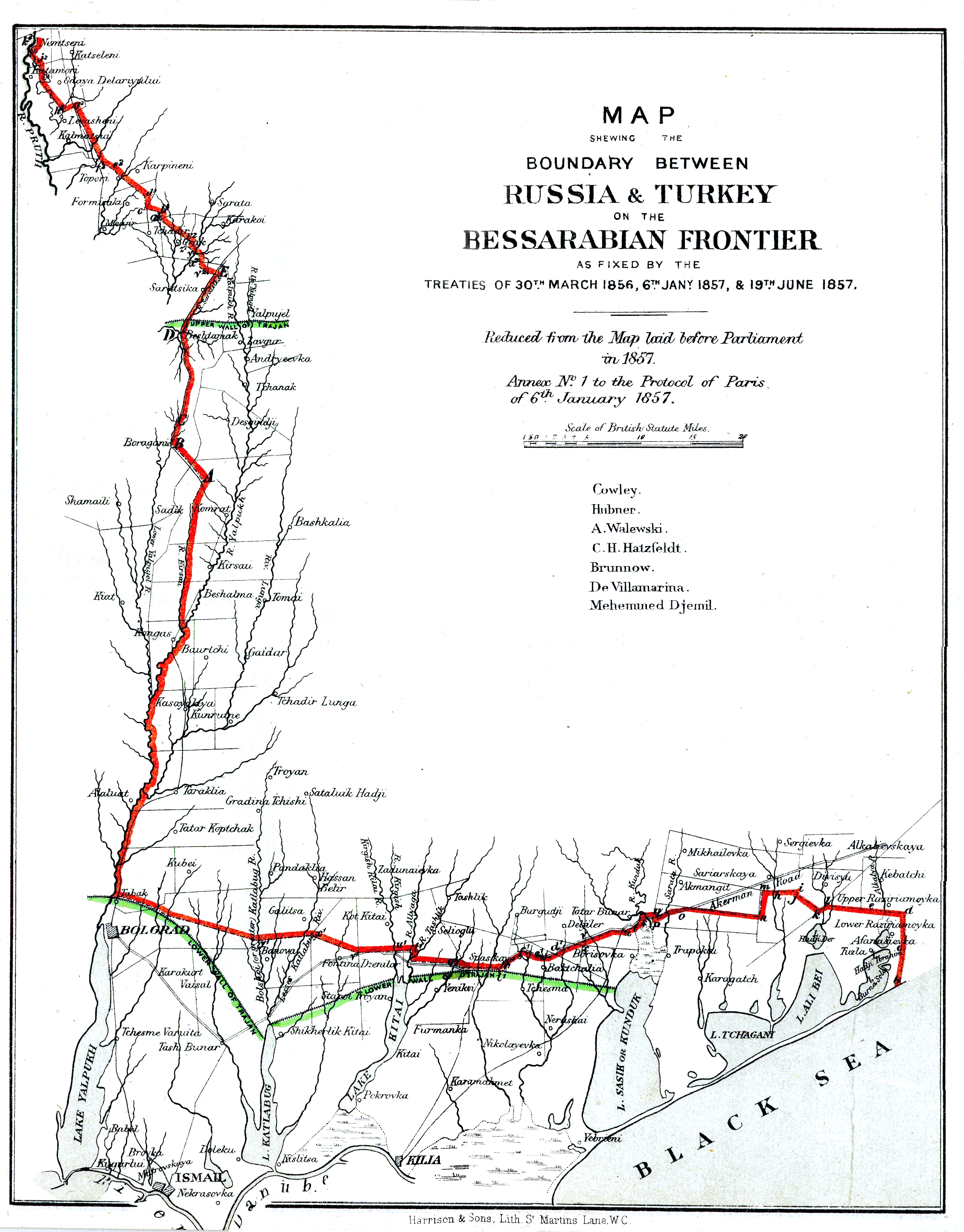
Узкий участок земли у Чёрного моря, принадлежавший Объединённому княжеству Валахии и Молдавии с 1858 по 1878 год

Южная Бессарабия, в румынской историографии известна под названием полоса Кагул — Болград — Измаил (рум. Districtul Cahul, Bolgrad și Ismail) — участок суши, занимавший южную и восточную части историко-географической области Буджак в южной части Бессарабии. По итогам Крымской войны данная территория была передана Молдавскому княжеству в 1856 году. В результате объединения последнего с Валахией в 1859 году, эти земли вошли в состав вассальной Румынии. Берлинский трактат 1878 года вернул этот регион в состав Российской империи. Тем не менее, утрата контроля над данной территорией после 22 лет (1856—1878) управления ею продолжает болезненно восприниматься в некоторых общественно-политических кругах современной Румынии.

## Политика
Молдавское княжество было заинтересовано в получении автономного доступа к бассейну Чёрного моря, а страны-победители Западной коалиции (Великобритания, Франция, Австрийская империя) — в ограничении российского контроля над стратегически важным устьем Дуная. Поэтому единственная подробная карта новой границы княжества (справа) была составлена в 1856—1857 году британскими чиновниками, которые надеялись остановить территориальную экспансию России. Данная территория получила важное стратегическое значение по результатам Парижского трактата, когда Россия была вынуждена передать три южных уезда Молдавскому княжеству, которое, как и княжество Валахия, продолжали находиться в вассальной зависимости от Османской империи. При этом дельта Дуная, которая в 1829—1856 годах также принадлежала Российской империи, была возвращена ею в состав собственно Османской империи, а затем получена Румынией.

## География
Полоса Кагул-Измаил-Болград имела площадь 10 288 румынских вёрст (то есть около 9 642 км²) и население 127 330 человек. Первоначально передаваемая Молдавии территория была несколько больше, но России удалось добиться уступки 329 кв. верст (около 350 км²) бессарабской земли в качестве компенсации за утрату Болграда — одного из крупнейших городов региона. Южная граница проходила по Килийскому гирлу реки Дунай. На запад естественной границей региона была река Прут, в восточной части — Чёрное море. Северная граница была сухопутной, следуя с севера на юг по линии Немцень — Болград, затем с запада на восток по линии Болград — Тузла (к западу от озера Алибей). В период румынской оккупации Бессарабии (1918—1940) эта территория была включена приблизительно (но не точно) в состав Кагульского и Измаильского округов королевства Румыния. В настоящее время входит в состав территории Республики Молдова (Кагул) и Украины (Болград и Измаил).

## Управление
Интеграция данных территорий в состав Молдавского княжества, а затем и Румынии была довольно проблематичной из-за преимущественно нероманского национально-языкового состава их населения. Дело в том что в период первой российский власти между 1811—1856 годах мусульманское (татарско-ногайское) население всего Буджака эмигрирорвало, а их место заняли православные переселенцы из Болгарии (болгары, гагаузы, арнауты), а также других областей Российской империи (русские, украинцы) которые и создали русскоязычный характер этой области, сохраняющийся до наших дней. Романоязычное население было преобладающим в поселениях вдоль реки Прут от Кагула на севере до Рени на юге. К востоку от р. Кагул молдаване и валахи практически не проживали. Экономическая отсталость и институциональная неразвитость Дунайских княжеств, которые к тому же продолжали оставаться в вассальной зависимость от мусульманской Османской империи, вызывала недовольство среди христиан Южной Бессарабии, родители которых приняли российское подданство с целью избавиться от османского ига.

### Миграционные процессы

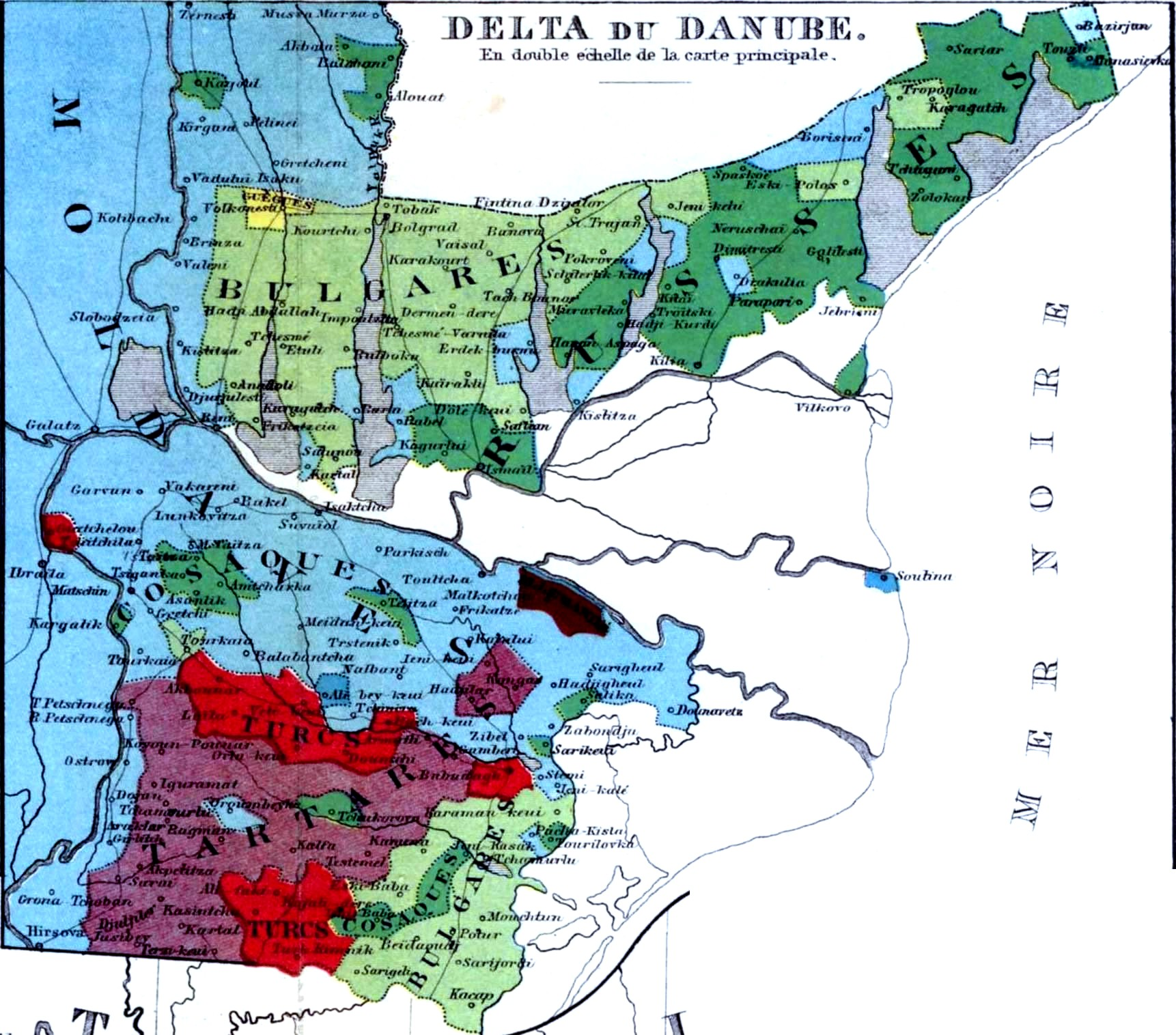
Этническая карта 1861 года подтвердила преобладание в Южной Бессарабии восточнославянского и болгарского населения.

Румынское правительство, зависимое от Османской империи, не вызвало доверия у русскоязычных жителей края, преобладавших к востоку от реки Кагул. В результате, начался их исход на север и восток, то есть в области, оставшиеся под управлением России. Среди некоторые этнических групп эта эмиграция приняла массовый характер. К примеру, половина российских албанцев-арнаутов, проживавших в селе Жовтневое (в османские времена известное как урочище Каракурт близ Болграда) в 1861—62 гг. переселилась в российское Запорожье (Приазовье). Болгары и гагаузы также уходили на смежную российскую территорию. Румынское правительство пыталось остановить эмигрантов, поскольку их массовых исход наносил урон и без того слаборазвитой экономике новоприсоединённого края. Пользуясь своим автономным статусом в Османской империи, румынские власти открыли в крае болгароязычный Болградский лицей, что было бы немыслимой вольностью в самой Болгарии, тогда даже не имевшей никакой языковой или культурной автономии внутри Османской империи. Но болгары составляли лишь четверть населения края, а образовательные нужды русского, гагаузского и украинского населения из-за опасения роста реваншистких настроений игнорировались. Несмотря на послабления, населения края продолжало относиться к румынским властям с подозрением:  переход православной страны на латиницу в 1860-х годах только усилил это неприятие несмотря на административные попытки объединённых Молдавии и Валахии упорядочить управление этим регионом. Закон, изданный в 1864 году (так называемый закон Александру Кузы), подтвердил российскую практику деления на уезды (в румынской терминологии judeţe), которые в свою очередь распадались на волости (plase). К примеру, Кагульский уезд был разделён на три волости: Коштангалия (Coştangalia), Котул Морий (Cotul Morii) и Тигеч (Tigheci). Берлинский трактат 1878 года вернул этот регион в состав Российской империи. Русско-турецкая война (1877—1878) привела к тому что Российская империя вернула себе некогда принадлежавший ей участок Южной Бессарабии, а ставшая окончательно независимой Румыния получила в качестве компенсации 15 570 км². Из этой площади дельта Дуная занимала 8 005 км² и южная Добруджа — 7 565 км², где румынские интересы уже столкнулись с болгарскими.